# Slag bij Kempen
De Slag bij Kempen vond plaats op 17 januari 1642 tijdens de Dertigjarige Oorlog nabij de stad Kempen. Een gecombineerd Frans-Hessisch leger onder leiding van Jean-Baptiste Budes de Guébriant wist het keizerlijke leger van Willem van Lamboy te verslaan.

## Aanloop
In het najaar van 1641 verliet de Franse maarschalk Jean-Baptiste Budes de Guébriant met zijn leger het oorlogstheater in Midden-Duitsland en trok hij, in opdracht van Kardinaal de Richelieu, naar het Rijnland. Hierbij werd hij vergezeld door een leger uit Hessen onder leiding van Kaspar von Eberstein. Met het verenigen van hun legers was er de hoop om de nodige katholieke buitenposten te veroveren, met name die gelegen waren in het Hertogdom Gulik en Berg en het Aartsbisdom Keulen.
Bij Wesel stak het Franse leger de Rijn over en na de jaarwisseling voegde het Hessische leger zich bij hen. Midden januari was de sterkte van het gecombineerde leger opgelopen tot 9000 soldaten. Het leger trok op en wist de stad Uerdingen binnen drie dagen in te nemen en begon vervolgens met het beleg van Linn. In Keulen werd de keizer om hulp gevraagd en deze stuurde Willem van Lamboy uit de Spaanse Nederlanden om Guébriant te verjagen. Begin januari bereikte het keizerlijke leger Kempen, maar dat was aanvankelijk nog te klein om het oprukkende leger tegen te houden. Het keizerlijke leger zou versterkt moeten worden door zo'n 3000 soldaten uit Venlo en nog eens duizend soldaten onder de leiding van Melchior van Hatzfeld-Gleichen.
In afwachting op de versterkingen begon Lamboy zijn positie op de Hülser Heide te consolideren door middel van het aanleggen van vestingwerken in de vorm van loopgraven en wallen. Guébriant herkende de moeilijke positie waar Lamboy inzat en besloot om met het keizerlijke leger slag te leveren. In de nacht trok hij in een lange, boogvormige mars op om te voorkomen dat hij ontdekt zou worden.

## Slag
In de ochtend van 17 januari viel Guébriant de keizerlijke posities aan. Het keizerlijke leger was nauwelijks voorbereid op een aanval en werden door de aanvallers overrompeld. Slechts een klein deel van het leger stond op hun post aan de schansen, maar zij konden niet voorkomen dat de Hessenaren door hun posities braken tijdens hun stormloop. Na de overwinning werden de schansen verbreed zodat de rest van het leger erdoorheen kon marcheren.

## Nasleep
Ongeveer 3000 soldaten werden gevangen genomen en onder hen bevond zich ook Lamboy. De slag bij Kempen zou cruciaal zijn voor de verdere ontwikkelingen. Geen enkel keizerlijk leger zou nog de strijd aandurven met Guébriant en Von Eberstein. Na de slag vielen de plaatsen Linn en Sankt Tönis in hun handen en vervolgens nog vele andere steden. Hierdoor zou het gebied aan het Nederrijn toegankelijk zijn als winterkwartieren, waar de Hessische troepen dankbaar gebruik van maakten. Deze winterkwartieren gingen ten koste van de lokale burgerbevolking en zodoende raakten de jaren 1640 in deze regio in de geschiedenis bekend als de "Hessenjahre" (Hessische jaren).